# Centro Cultural San Francisco (João Pessoa)
El Centro Cultural San Francisco está ubicado en el centro histórico de la ciudad de João Pessoa en el estado de Paraíba, en el Brasil. El conjunto arquitectónico de la Iglesia de San Francisco y el Convento de Santo Antônio fue construida por los franciscanos en 1589 y fue completamente terminada en 1788. Está formado por el cementerio, el templo, convento y crucero, siendo considerado uno de los complejos religiosos del barroco más importantes de Brasil. El lugar religioso funciona actualmente como Museo Sacro-Escuela de Paraíba.
En el lugar existe un magnífico complejo arquitectónico formado por la Iglesia de San Francisco y el Convento de Santo Antônio, además de la Capilla de la Orden Tercera de San Francisco, la Capilla de San Benito, la Casa de Oración de los Terceros (llamada Capilla Dorada), Claustro de la Orden Tercera, una fuente y un gran adro con un crucero, constituyendo uno de los más notable legados del Barroco en Brasil.

## Historia

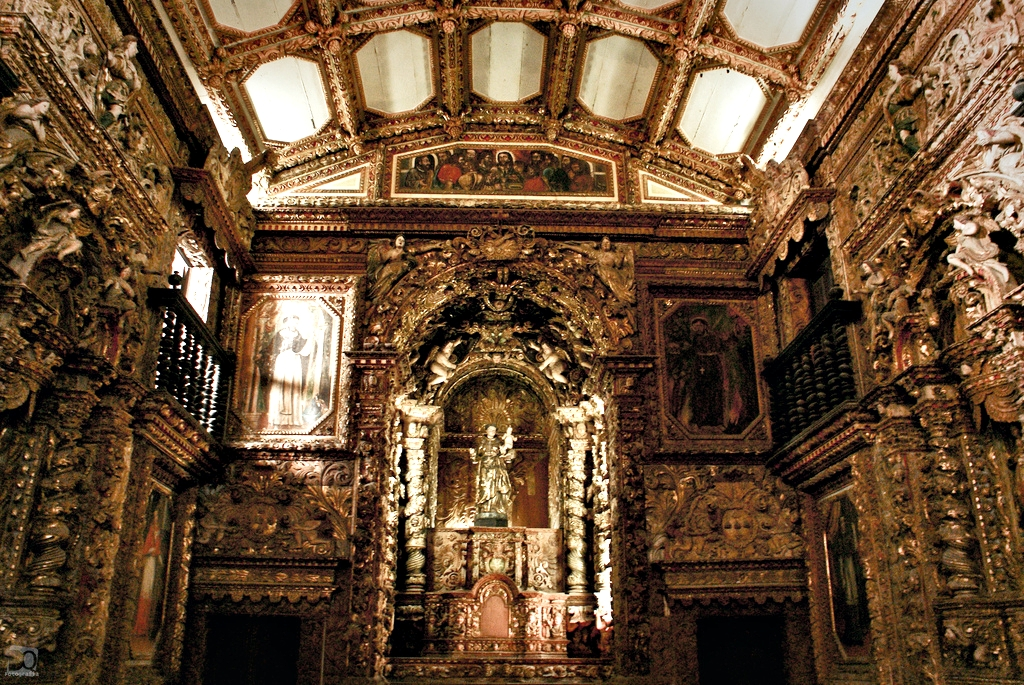
Capilla en el interior de la iglesia, con rica talla de oro.

Su edificación fue de iniciativa de los frailes de la Orden Franciscana que vinieron a Paraíba para ayudar a los jesuitas en la catequesis de los indios. El conjunto se encuentra tumbado por el Patrimonio Histórico desde 1952. La Iglesia de San Francisco presenta un estilo fiel al barroco rococó y es considerado el más importante monumento histórico-artístico religioso, dentro del conjunto de que forma parte. Comenzó a ser construida en 1589 y sólo fue completamente terminada en 1788. Llegó a servir de residencia a directores holandeses, durante la invasión holandesa, período en el que tuvo sus obras interrumpidas.

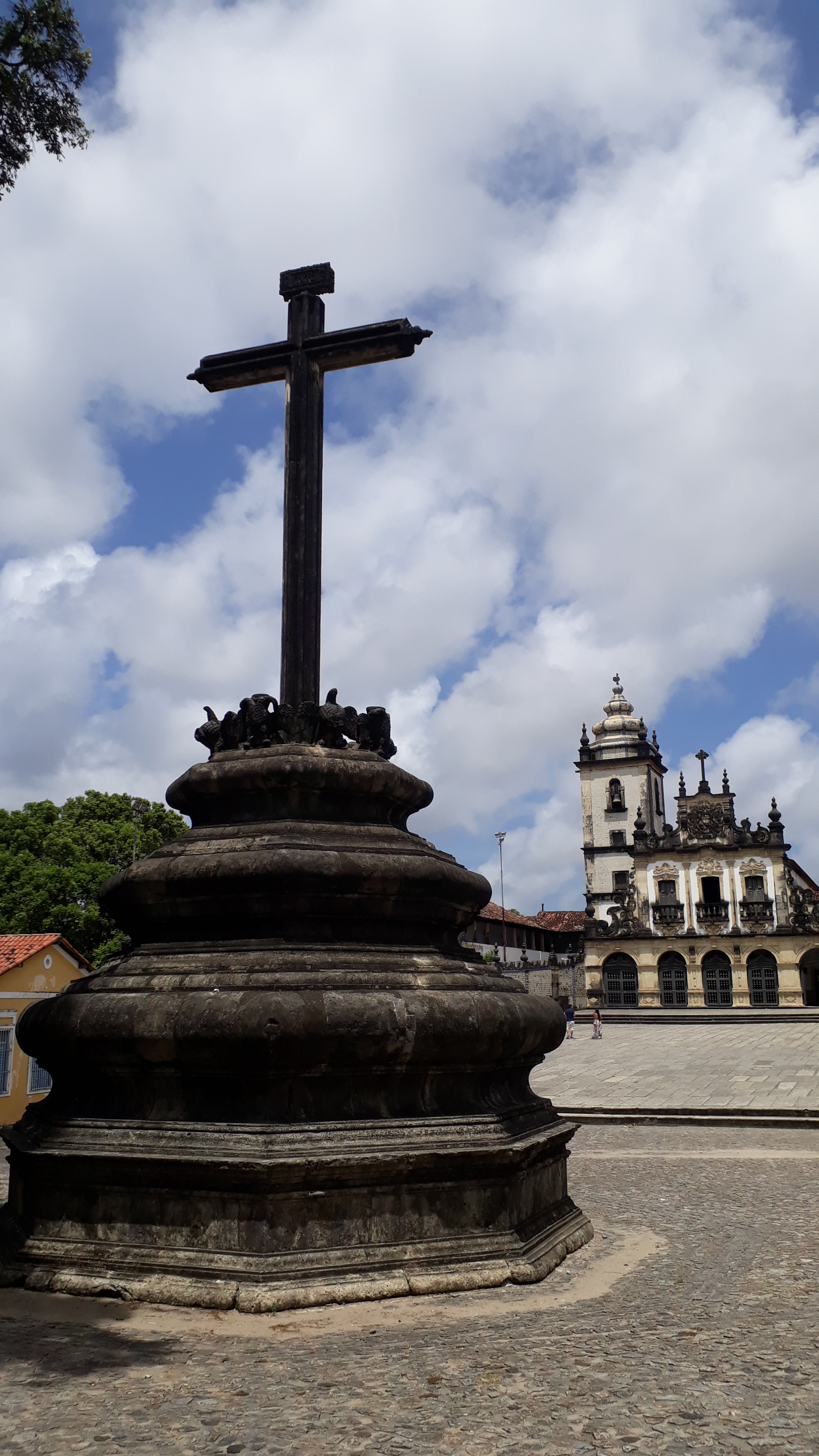
crucero delante de la Iglesia de San Francisco, en João Pessoa, na Paraíba.

En el siglo XVIII, el Imperio Romano se convirtió en una de las más antiguas. El proyecto original es de autoría del fray Francisco dos Santos y las principales obras fueron concluidas, en 1591. Con la invasión holandesa el convento fue dañado y, en 1636, los frailes fueron expulsados y allí instalado un puesto militar, pues su ubicación era estratégica : dominando todo el Valle del Sanhauá, extendiéndose por el río Paraíba hasta Cabedelo. Se destacan la torre recubierta de azulejos y la superposición de bóvedas, las tallas de arenito de follajes y flores estilizadas, se entremezclan con relieves barrocos. Las paredes están cubiertas con la formación de azulejos portugués paneles sobre la historia de José en Egipto. El púlpito es una obra de arte con un rico trabajo de talla dorada, considerado por la Unesco como único en el mundo entero. Posiblemente, sufrió influencia del arte indígena.

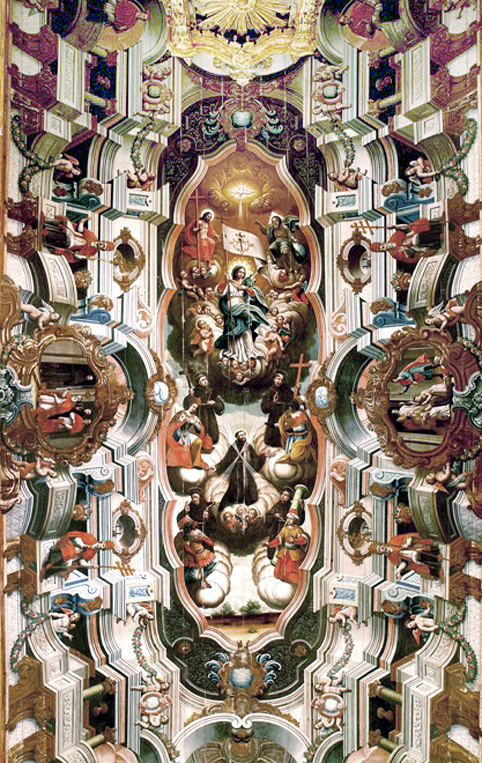
Detalle de la Glorificación de los Santos Franciscanos, en el techo de la iglesia

El adro, en plano inclinado, está rodeado por muro revestido de azulejos que contiene seis nichos con escenas del Vía Crucis. El crucero está formado por cruz monolítica, con pedestal presentando figuras de pelícanos o el ave mitológica Fénix, "representando a Cristo alimentando a los hijos con su propia comida y la resurrección". Iniciado en el siglo XVI, el Adro de la Iglesia de San Francisco está rodeado de dos grandes murallas antiguas y azulejadas, con seis paneles representando las estaciones de la Pasión de Cristo. Estos azulejos son de gran importancia histórica y artística. La parte superior de las murallas se trabaja en piedra.